# Oberkante Fertigfußboden
Oberkante Fertigfußboden (kurz OKF, OKFF oder OKFFB) ist eine häufig benutzte Bemaßungs-Angabe aus dem Bauwesen. Sie ist die Höhenkoordinate für den fertigen Fußboden eines Geschosses einschließlich Bodenaufbau (z. B. Wärme- und Trittschalldämmung, Estrich) und Bodenbelag (z. B. Fliesen, Parkett). Aufgrund von unterschiedlichen Materialien in den unterschiedlichen Räumen wird die Oberkante Estrich normalerweise als OKFFB angegeben; andernfalls müsste der Estrich in den Räumen den Oberflächen angepasst werden, was sehr aufwändig wäre.
Die OKF kann in absoluten Koordinaten (Meter über Normalhöhennull (m. ü. NHN)) oder relativen Koordinaten (z. B. über Erdgeschoss) erfolgen.
Für Rohinstallationsarbeiten (Elektro, Sanitär) wird die Höhe oft als Meterriss im Gebäude angetragen.
Die Höhe der Rohdecke wird als OKR (Oberkante Rohdecke) bezeichnet.